# Maglia verde

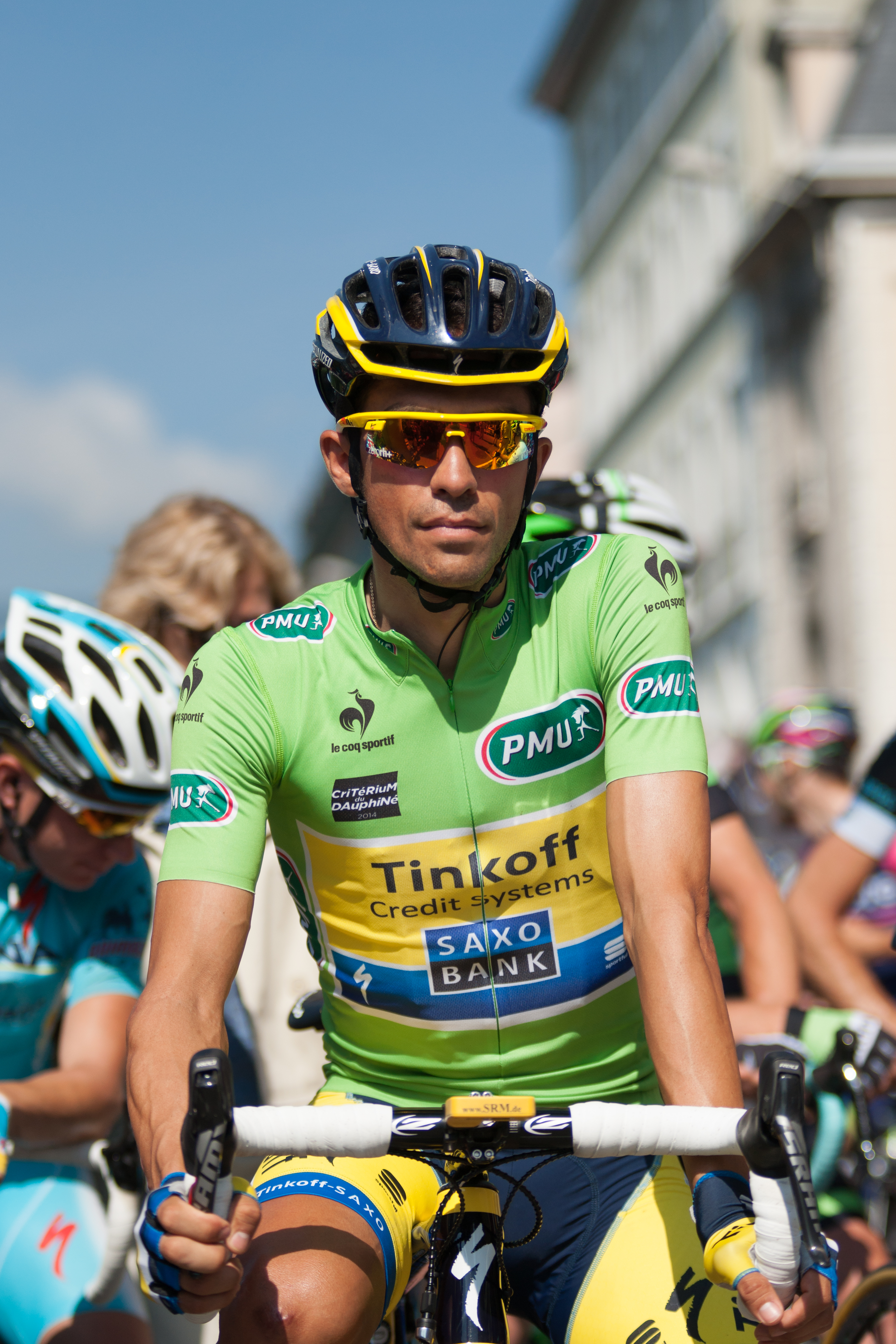
Alberto Contador in maglia verde al Critérium du Dauphiné 2014

La maglia verde è la maglia che viene indossata dal leader di una delle classifiche accessorie di alcune corse a tappe di ciclismo su strada. Le più note sono quelle del Tour de France e della Vuelta a España, dove viene indossata dal leader della classifica a punti, e del Giro d'Italia, dove ha distinto il leader della classifica della montagna fino al 2011.

## Classifica a punti
In alcune corse, la maglia verde distingue il leader della classifica a punti, e ricompensa generalmente il miglior velocista.
- Tour de France (dal 1953)
- Vuelta a España (dal 2009)
- Critérium du Dauphiné (dal 1955)
- Tour de l'Avenir (dal 1964)
- Tour de Georgia (dal 2003)
- Tour of Ireland
- Tour of California

## Classifica della montagna
In altre corse, la maglia verde è usata per distinguere il leader della classifica della montagna, e ricompensa quindi il miglior scalatore. Dal 1966 al 2011 era tra le maglie distintive del Giro d'Italia per la graduatoria GPM, ma nel 2012 è stata sostituita dalla maglia azzurra. Dal 1955 al 2007 era utilizzata anche alla Vuelta a España per riconoscere il leader degli scalatori. Nel 2008 è stata rimpiazzata dalla maglia granata, poi divenuta maglia a pois blu. Dal 1963 al 2007 era presente anche nel Tour de Pologne, rimpiazzata poi con la maglia bianca. È tuttora utilizzata, invece, al Tour de Suisse e al Giro Rosa.
- Giro Rosa
- Tour de Suisse
- Vuelta a España (dal 1935 al 1985, dal 1990 al 2005)
- Tour de Pologne (dal 1963 al 2007)
- Giro d'Italia (dal 1966 al 2011)

## Classifica della combattività
- Tour Down Under